# Queen of Me
Queen of Me è il sesto album in studio della cantante canadese Shania Twain, pubblicato il 3 febbraio 2023 da Republic Records.

## Tracce

### Edizione Standard
1. Giddy Up! – 2:42
2. Brand New – 2:33
3. Waking Up Dreaming – 3:18
4. Best Friend – 2:39
5. Pretty Liar – 2:39
6. Inhale/Exhale Air – 3:18
7. Last Day of Summer – 3:10
8. Queen of Me – 2:58
9. Got It Good – 2:53
10. Number One – 3:21
11. Not Just a Girl – 3:10
12. The Hardest Stone – 3:39

### Tracce Bonus Edizioni Target, HMV, JPC CD
1. On Three – 2:39
2. Done & Dusted – 2:58

### Tracce Bonus Royal Edition
1. Bone Dry – 3:25
2. Wanted Man – 2:46
3. Inhale/Exhale Air (featuring Breland) – 3:19
4. Queen of Me (acoustic version) – 2:34
5. Giddy Up! (Malibu Babie remix) – 2:44